# Cristóvão Norte
Cristóvão Duarte Nunes Guerreiro Norte (6 de agosto de 1976) é um deputado e político português. Atualmente, desempenha as funções de deputado à Assembleia da República e Vice-Presidente do Grupo Parlamentar do Partido Social Democrata. Cristóvão Norte é licenciado em Economia e Direito e tem uma pós-graduação em Estudos Europeus.
Seu pai, Cristóvão Guerreiro Norte, também foi deputado, 40 anos antes.